# جورج-كيفين نكودو
جورج-كيفين نكودو إمبيدا (بالفرنسية: Georges-Kévin Nkoudou Mbida)‏ (مواليد 13 فبراير 1995) هو لاعب كرة قدم فرنسي ، يلعب في مركزي الجناحين الأيسر والأيمن ، ويلعب حاليًا لنادي ضمك السعودية.

## الألقاب والإنجازات

### أولمبيك مارسيليا
- كأس فرنسا: 2015–2016 - المركز الثاني.

## روابط خارجية
- جورج-كيفين نكودو على موقع اتحاد تركيا (لاعب) (الإنجليزية)
- جورج-كيفين نكودو على موقع قاعدة بيانات كرة القدم.إي يو (الإنجليزية)
- جورج-كيفين نكودو على موقع ليكيب (الفرنسية)
- جورج-كيفين نكودو على موقع ناشيونال فوتبول تيمز (الإنجليزية)
- جورج-كيفين نكودو على موقع Soccerbase.com (لاعب) (الإنجليزية)
- جورج-كيفين نكودو على موقع Soccerway.com (الإنجليزية)
- جورج-كيفين نكودو على موقع عالم كرة القدم.نت (الإنجليزية)
- جورج-كيفين نكودو على موقع AS.com (الإسبانية)